# Линч, Дастин
Дастин Линч (англ. Dustin Lynch) — американский кантри-музыкант, автор и исполнитель.

## Биография
Родился 14 мая 1985 года в г. Tullahoma в штате Теннесси (США), в 2003 году окончил школу Tullahoma High School. Начал играть на гитаре с 8 лет, в 16 лет выступал в Bluebird Café (Nashville). В 2003 году переехал в Нашвилл, где изучал биологию и химию в Lipscomb University. Получил степень бакалавра наук по биологии в 2007 году, но начал музыкальную карьеру.

## Музыкальная карьера
По его словам начал играть на гитаре, когда ему было около 8-9 лет, но вскоре бросил это увлечение, а продолжил заниматься гитарой лишь в 15 лет. Когда ему было 16 лет, одним вечером он выступал в «Bluebird Café» в Нашвилле, где был хорошо принят аудиторией, что сподвигло его на создание группы.
2011-2013:
Линч впервые подписывает контракт с «Valory Music Group», но когда один из его руководителей ушел к «Broken Bow Records», Линч подписывает контракт с «Broken Bow Records» (в 2011 году).
В январе 2012 года он выпускает свой дебютный сингл «Cowboys and Angel». В том же месяце «Country Weekly» начинает транслировать его песни на своём сайте.
Дебютный альбом с одноименным названием «Dustin Lynch» был выпущен в августе 2012 года и занял первое место в чарте «Top Country Albums».
Линч также стал соавтором сингла Джеймса Уэсли «Thank a Farmer», выпущенном в 2013 году.
2014-2021:
В начале 2014 года Линч выпускает свой четвертый сингл «Where It’s At (Yep, Yep)». Сингл становится «номер один» в чарте «Country Airplay» в сентябре 2014 года. А 9 сентября 2014 года Линч выпускает альбом с таким же названием. Синглы «Hell of a Night» и «Mind Reader» также достигли звания «номер один» в хит-парадах «Country Airplay».
«Seein 'Red» выпущен 11 июля 2016 года как сингл с третьего студийного альбома «Current Mood».
В ноябре 2017 года Линч появился на параде в честь Дня Благодарения в Macy’s, исполнив свой хит «Small Town Boy».
18 сентября 2018 года получил должность в «Grand Ole Opry».
В мае 2018 года Линч выпускает сингл «Good Girl».
8 марта 2019 года выпускает альбом «Ridin' Roads».
Его заглавный трек был выпущен для кантри-радио и занял первое место в Country Airplay в 2020 году. Он также станет вторым синглом с его четвёртого студийного альбома Tullahoma, выпущенного 17 января 2020 года. Третий сингл «Momma’s House» был выпущен на кантри-радио 3 февраля 2020 года. «Red Dirt, Blue Eyes» был выпущен на кантри-радио Австралии в качестве третьего сингла 30 марта 2020 года. Перезаписанный версия «Thinking ’Bout You» с участием Маккензи Портер была выпущена на кантри-радио в мае 2021 года.

### 2021:Blue in the Sky
В преддверии своего пятого студийного альбома Линч выпустил промо-сингл «Tequila on a Boat» с участием Криса Лейна 14 мая 2021 года. Альбом Blue in the Sky был выпущен 11 февраля 2022 года и включает сингл «Party Mode».

## Дискография
Дискография Дастина Линча включает, в том числе, следующие релизы:

### Студийные альбомы
- Dustin Lynch (2012)
- Where It’s At (2014)
- Current Mood (2017)
- Tullahoma (2020)
- Blue in the Sky (2022)
- Killed the Cowboy (2023)

### Синглы
| Год                   | Сингл                      | Высшая позиция | Высшая позиция     | Высшая позиция | Высшая позиция | Высшая позиция | Сертификации   | Продажи       | Альбом        |
| Год                   | Сингл                      | US Country     | US Country Airplay | US             | CAN Country    | CAN            | Сертификации   | Продажи       | Альбом        |
| --------------------- | -------------------------- | -------------- | ------------------ | -------------- | -------------- | -------------- | -------------- | ------------- | ------------- |
| 2012                  | «Cowboys and Angels»       | 2              | 2                  | 40             | —              | 64             | - US: Platinum | - US: 952,000 | Dustin Lynch  |
| 2012                  | «She Cranks My Tractor»    | 29             | 16                 | —              | 37             | —              |                |               | Dustin Lynch  |
| 2013                  | «Wild in Your Smile»       | 32             | 23                 | —              | —              | —              |                |               | Dustin Lynch  |
| 2014                  | «Where It's At (Yep, Yep)» | 4              | 1                  | 42             | 4              | 67             | - US: Platinum | - US: 598,000 | Where It’s At |
| 2014                  | «Hell of a Night»          | 7              | 1                  | 55             | 8              | 95             | - US: Gold     | - US: 295,000 | Where It’s At |
| 2015                  | «Mind Reader»              | 8              | 1                  | 57             | 8              | —              | - US: Gold     | - US: 271,000 | Where It’s At |
| 2016                  | «Seein' Red»               | 5              | 1                  | 55             | 4              | —              |                | - US: 213,000 | TBD           |
| 2017                  | «Small Town Boy»A          | 19             | 28                 | —              |                |                |                | - US: 107,000 | TBD           |
| «—» неучастие в чарте |                            |                |                    |                |                |                |                |               |               |

- «Thinking ’Bout You» (2021)
- «Chevrolet» (2023)
- другие

## Награды и номинации
| Год  | Ассоциация                      | Категория                                                  | Результат | Ссылка |
| ---- | ------------------------------- | ---------------------------------------------------------- | --------- | ------ |
| 2012 | American Country Awards         | Single of the Year: New Artist — «Cowboys and Angels»      | Победа    | [ 41 ] |
| 2012 | American Country Awards         | Music Video of the Year: New Artist — «Cowboys and Angels» | Победа    | [ 41 ] |
| 2014 | Academy of Country Music Awards | Top New Artist of the Year                                 | Победа    | [ 42 ] |
| 2018 | CMT Music Awards                | Male Video of the Year: «Small Town Boy»                   | Победа    | [ 43 ] |
| 2018 | iHeartRadio Music Awards        | Country Song of the Year: «Small Town Boy»                 | Победа    | [ 44 ] |
| 2020 | Broadcast Music, Inc. (BMI)     | BMI Country Awards: «Good Girl»                            | Победа    | [ 45 ] |
| 2020 | Broadcast Music, Inc. (BMI)     | BMI Country Awards: «Ridin' Roads»                         | Победа    | [ 46 ] |